# Walenty Zawadzki
Walenty Zawadzki – polski wojskowy, generał powstania listopadowego. W okresie od 25 maja 1831 do 5 czerwca 1831 był dowódcą 5 Dywizji Piechoty.
W 1830 roku został nagrodzony Znakiem Honorowym za 20 lat służby.